# فوزية الدريع
فوزية الدريع (25 يونيو  1953 -)، دكتورة وإعلامية ومذيعة وكاتبة كويتية.

## عن حياتها
لها العديد من البرامج والمطبوعات والكتب. عرفها الوطن العربي بعد برنامجها الشهير سيرة الحب على قناة الراي الذي سمي لاحقا ب دكتور فوز، كما اشتهرت بترديدها الدائم لكلمة «يا عيوني» وأيضا اشتهرت بعطفها للناس وحبها في مساعدتهم في ما يختص امور الحياة النفسية والجنسيه مع المحافظة على الطابع الإسلامي في حواراتها، وتطمح دائما في ايجاد حلول لمشاكل الناس وترشيدهم للطريق الصحيح. لذلك كثير من الناس يلقبونها بمسميات تليق بمقام الام، لعطفها وفتح صدرها الرحب لهمومهم.
وهي متزوجة من الدكتور فرج يوسف وهو أستاذ فيزياء. حاصلة على الماجستير من جامعة باسفيك لوثر حول الثقافة الجنسية والدكتوراه من جامعة يورك البريطانية في ثقافة وعلاج المشاكل الجنسية.
تقدم منذ عام 2012 برنامج "Dr. Foz and Friends" على قناة أو اس ان ياهلا.

## المؤلفات
- سلوكيات الرجل الحيوان.
- ثقتي بنفسي.
- وراء كل عانس حكاية.
- الكلمة الحلوة.
- هذا الرجل محيرني.
- مدمن الحب.
- القبلة.
- سؤال في الحب (كتاب يتكون من ثلاثة أجزاء).
- الأحلام الجنسية.
- الطعام والجنس.
- مليون سؤال في الجنس (كتاب يتكون من جزئين).
- برود النساء.
- عجز الرجال.
- كيف يكون قلبك دليلك.
- اللمس.
- الرائحة والجنس.

## روابط خارجية
- فوزية الدريع على موقع IMDb (الإنجليزية)